# Saint-Nicolas-de-Bourgueil
Saint-Nicolas-de-Bourgueil és un municipi francès, situat al departament de l'Indre i Loira i a la regió de Centre – Vall del Loira. L'any 2007 tenia 1.232 habitants.

## Demografia

### Població
El 2007 la població de fet de Saint-Nicolas-de-Bourgueil era de 1.232 persones. Hi havia 501 famílies, de les quals 125 eren unipersonals (24 homes vivint sols i 101 dones vivint soles), 194 parelles sense fills, 158 parelles amb fills i 24 famílies monoparentals amb fills.
La població ha evolucionat segons el següent gràfic:
Habitants censats

### Habitatges
El 2007 hi havia 583 habitatges, 511 eren l'habitatge principal de la família, 28 eren segones residències i 44 estaven desocupats. 555 eren cases i 25 eren apartaments. Dels 511 habitatges principals, 407 estaven ocupats pels seus propietaris, 93 estaven llogats i ocupats pels llogaters i 11 estaven cedits a títol gratuït; 3 tenien una cambra, 42 en tenien dues, 90 en tenien tres, 125 en tenien quatre i 251 en tenien cinc o més. 354 habitatges disposaven pel capbaix d'una plaça de pàrquing. A 208 habitatges hi havia un automòbil i a 245 n'hi havia dos o més.

### Piràmide de població
La piràmide de població per edats i sexe el 2009 era:
| Homes | Edats   | Dones |
| ----- | ------- | ----- |
| 0     | 95 o +  | 0     |
| 4     | 90 a 94 | 12    |
| 8     | 85 a 89 | 12    |
| 12    | 80 a 84 | 4     |
| 28    | 75 a 79 | 36    |
| 20    | 70 a 74 | 44    |
| 32    | 65 a 69 | 44    |
| 36    | 60 a 64 | 32    |
| 16    | 55 a 59 | 12    |
| 44    | 50 a 54 | 28    |
| 60    | 45 a 49 | 36    |
| 32    | 40 a 44 | 32    |
| 56    | 35 a 39 | 48    |
| 28    | 30 a 34 | 56    |
| 52    | 25 a 29 | 52    |
| 12    | 20 a 24 | 8     |
| 28    | 15 a 19 | 40    |
| 36    | 10 a 14 | 44    |
| 60    | 5 a 9   | 44    |
| 20    | 0 a 4   | 24    |

## Economia
El 2007 la població en edat de treballar era de 740 persones, 548 eren actives i 192 eren inactives. De les 548 persones actives 506 estaven ocupades (281 homes i 225 dones) i 41 estaven aturades (14 homes i 27 dones). De les 192 persones inactives 73 estaven jubilades, 46 estaven estudiant i 73 estaven classificades com a «altres inactius».

### Ingressos
El 2009 a Saint-Nicolas-de-Bourgueil hi havia 513 unitats fiscals que integraven 1.238 persones, la mediana anual d'ingressos fiscals per persona era de 15.743 €.

### Activitats econòmiques
Dels 50 establiments que hi havia el 2007, 2 eren d'empreses alimentàries, 4 d'empreses de fabricació d'altres productes industrials, 12 d'empreses de construcció, 14 d'empreses de comerç i reparació d'automòbils, 1 d'una empresa de transport, 5 d'empreses d'hostatgeria i restauració, 1 d'una empresa financera, 3 d'empreses immobiliàries, 2 d'empreses de serveis, 2 d'entitats de l'administració pública i 4 d'empreses classificades com a «altres activitats de serveis».
Dels 20 establiments de servei als particulars que hi havia el 2009, 1 era una oficina de correu, 3 tallers de reparació d'automòbils i de material agrícola, 1 paleta, 4 guixaires pintors, 1 fusteria, 3 lampisteries, 2 electricistes, 1 perruqueria, 2 restaurants i 2 salons de bellesa.
Dels 3 establiments comercials que hi havia el 2009, 1 era una botiga de més de 120 m², 1 una botiga de menys de 120 m² i 1 una fleca.
L'any 2000 a Saint-Nicolas-de-Bourgueil hi havia 108 explotacions agrícoles que ocupaven un total de 1.140 hectàrees.

## Equipaments sanitaris i escolars
El 2009 hi havia 2 escoles elementals.

## Poblacions més properes
El següent diagrama mostra les poblacions més properes.